# Doppelmayr
Doppelmayr Holding SE er en schweizisk international producent af svævebaner, skilifte, offentlige transportmidler og systemer til forlystelsesparker. Anno 2023 havde virksomheden fremstillet over 15.400 installationer i 96 lande. I 2002 fusionerede østrigske Doppelmayr og schweiziske Garaventa og blev til Doppelmayr/Garaventa. De har 3.335 ansatte.
Doppelmayr blev etableret i Wolfurt, Østrig i 1893 (oprindeligt under navnet Konrad Doppelmayr & Sohn). De begyndte at producere svævebaner i 1937. Garaventa blev etableret i 1928.